# انجمن پنبه
انجمن پنبه (به انگلیسی: The Cotton Club) فیلمی محصول سال ۱۹۸۴ و به کارگردانی فرانسیس فورد کوپولا است. در این فیلم بازیگرانی همچون ریچارد گی‌یر، گرگوری هاینز، داین لین، لونت مک‌کی، باب هاسکینز، جیمز رمار، نیکلاس کیج، آلن گارفیلد، فرد وین، گوئن وردن، لیزا جین پرسکی، مائوریس هاینس، جولیان بک، جو دالساندرو، لارنس فیشبرن، تام ویتس، جان پی. رایان، گلن ویترو، جنیفر گری، وودی استرود، دایان ونورا، تاکر اسمالوود، بیل کوبس، روزالیند هریس و مارک مارگولیس ایفای نقش کرده‌اند.